# Vicente Rojo

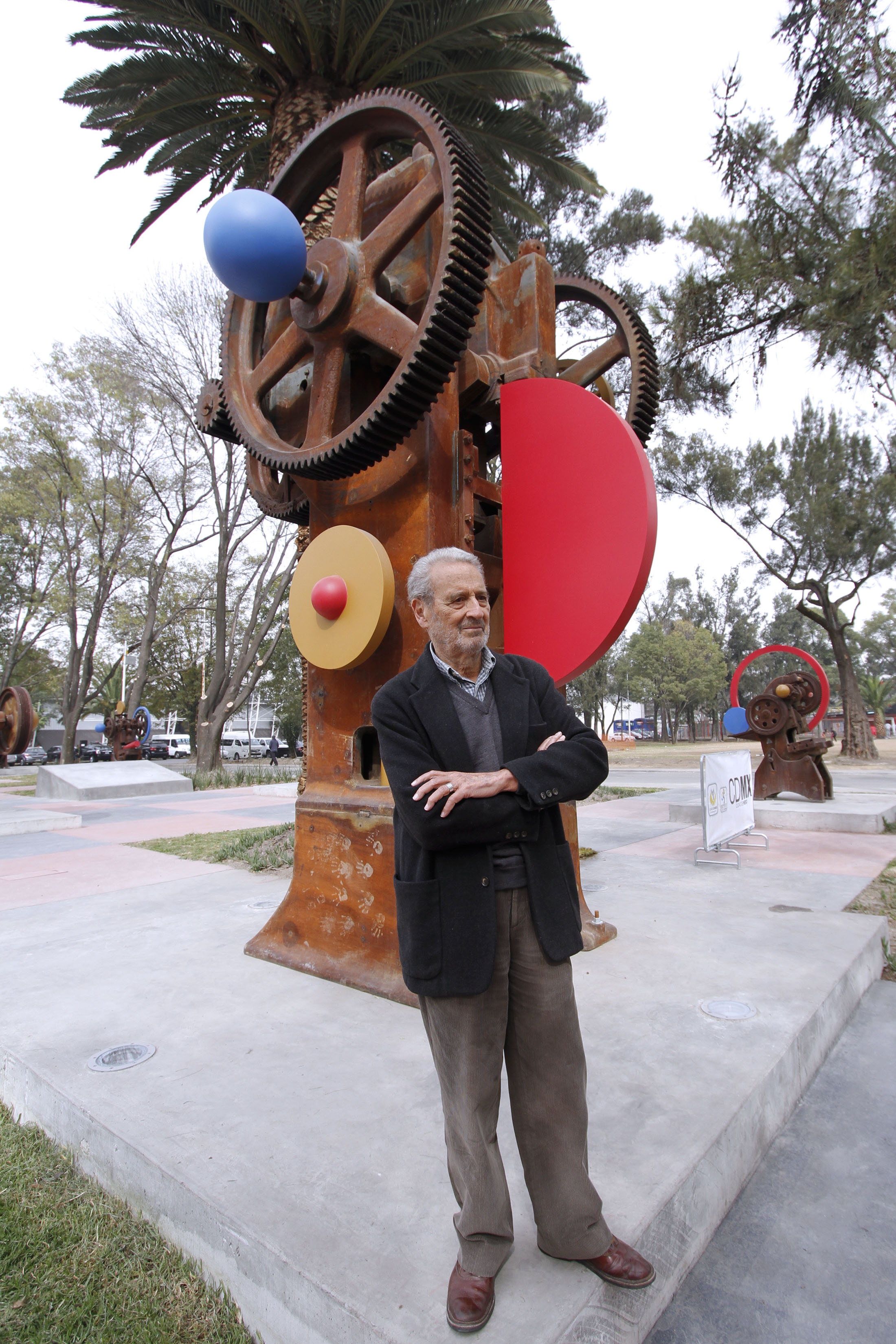
Vicente Rojo em 2015 no The Factory, o seu jardim de esculturas na Cidade do México

Vicente Rojo Almazán (15 de Março de 1932 - 17 de Março de 2021) foi um pintor, designer gráfico e escultor hispano-mexicano.
A sua filha, Alba Rojo Cama (1961–2016), também se tornou numa artista, conhecida pela sua escultura matemática.